# Condado de Bradley (Arkansas)
El condado de Bradley (en inglés: Bradley County) es un condado del estado estadounidense de Arkansas. Según el censo de 2020, tiene una población de 10 545 habitantes.
La sede del condado es Warren.

## Geografía
Según la Oficina del Censo, el condado tiene un área total de 1691.05 km² , de la cual 1681.34 km² es tierra y 9.51 km² es agua.

### Condados adyacentes
- Condado de Cleveland (norte)
- Condado de Drew (este)
- Condado de Ashley (sureste)
- Condado de Union (suroeste)
- Condado de Calhoun (oeste)

### Ciudades y pueblos
- Banks
- Hermitage
- Warren
- Vick
- Moro Bay
- Ingalls
- Johnsville
- Sumpter
- Jersey
- Hilo

## Mayores autopistas
- U.S. Highway 278
- U.S. Highway 63
- Carretera 8
- Carretera 160